# Liste der Kulturdenkmäler in Einselthum
In der Liste der Kulturdenkmäler in Einselthum sind alle Kulturdenkmäler der rheinland-pfälzischen Ortsgemeinde Einselthum aufgeführt. Grundlage ist die Denkmalliste des Landes Rheinland-Pfalz (Stand: 27. November 2018).

## Einzeldenkmäler
| Bezeichnung                   | Lage                                             | Baujahr                                         | Beschreibung | Bild                           |
| ----------------------------- | ------------------------------------------------ | ----------------------------------------------- | --- | ------------------------------ |
| Steinernes Haus               | Bergstraße 14 Lage                               | 13. oder 14. Jahrhundert                        | gotischer Bruchsteinbau mit Schildgiebeln, 13. oder 14. Jahrhundert, Ökonomie 19. Jahrhundert                                              | Fotos hochladen                |
| Katholische Kirche St. Martin | Bergstraße, bei Nr. 16 Lage                      | 1762                                            | spätbarocker Saalbau, bezeichnet 1762; Chor mittelalterlich, Glocke angeblich aus dem 14. Jahrhundert, romanische Spolien; ortsbildprägend | weitere Bilder Fotos hochladen |
| Kriegerdenkmal                | Hauptstraße, vor Nr. 29 Lage                     | 1875                                            | Kriegerdenkmal 1870/71, aufwändige Sandsteinanlage, bezeichnet 1875, von Gottfried Renn, Speyer                                            | Fotos hochladen                |
| Protestantische Kirche        | Kirchstraße 1 Lage                               | 1760                                            | spätbarocker Saalbau, bezeichnet 1760 | Fotos hochladen                |
| Langer Stein                  | nordöstlich des Ortes; Flur Am Langen Stein Lage | erstes Drittel des 5. Jahrtausends vor Christus | Menhir, erstes Drittel des 5. Jahrtausends vor Christus                                                                                    | Fotos hochladen                |